# 兼重元続
兼重 元続（かねしげ もとつぐ）は、戦国時代から江戸時代前期にかけての武将。毛利氏の家臣で、長州藩士。家格は物頭組、890石。父は兼重元宣。

## 生涯
永禄3年（1560年）、毛利家家臣の兼重元宣の子として生まれ、永禄11年（1568年）3月6日、父から所領と安芸国佐々井村周防国・山代本郷・周防国深川などの代官職を譲られた。
天正年間の織田氏との戦いでは吉川元春の軍に属し、伯耆国などで戦った。
天正10年（1582年）1月11日に左衛門尉、天正15年（1587年）11月15日に五郎兵衛尉の官途名を、慶長4年（1599年）9月28日に和泉守の受領名を毛利輝元から与えられた。また、和泉守の受領名を与えられた同日、嫡男の元辰に所領を譲与した。
慶長4年（1599年）から慶長5年（1600年）にかけて、朝鮮出兵による財政難に対応するために本格的な検地が必要となったことで行われた検地では、兼重元続、三上就忠、蔵田就貞、三輪元徳の4人が検地奉行を務め、元続が総括責任者を務めている。このことから、この時の検地は「慶長兼重検地」とも呼ばれる。
慶長10年（1605年）12月14日、同年の五郎太石事件の後に毛利氏家臣団や有力寺社の総勢820名が連署して毛利氏への忠誠や様々な取り決めを記した連署起請文において、81番目に「兼重五郎兵衛」と署名している。
嫡男の元辰は元和3年（1617年）に死去しており、元和6年（1620年）5月28日、病により毛利輝元と秀就に願い出て、元辰の子の就継が15、16歳くらいになるまでは次男の元可に役目を務めさせることとし、知行890石の内300石を元可に分与した。同年6月16日に死去。享年61。